# Долење Мокро Поље
Долење Мокро Поље (словен. Dolenje Mokro Polje) је насељено место у општини Шентјернеј, регија Југоисточна Словенија, Словенија.

## Историја
До територијалне реорганизације у Словенији било је у саставу старе општине Ново Место.

## Становништво
У попису становништва из 2011. године, Долење Мокро Поље је имало 147 становника.
| Број становни према пописима | Број становни према пописима | Број становни према пописима |
| ---------------------------- | ---------------------------- | ---------------------------- |
| 1991                         | 2002                         | 2011                         |
| 151                          | 171                          | 147                          |

Напомена: Године 1985. увећан за део насеља Гумберк (Ново Место).